# Marathon van Belgrado 2011
De marathon van Belgrado 2011 vond plaats op zondag 17 april 2011 in Belgrado. Het was de 25e editie van deze marathon. 
De wedstrijd bij de mannen werd gewonnen door de Ethiopiër Gebrselassie Tsegaye. Hij had een grote voorsprong op Michael Rutto uit Kenia.
Ook bij de vrouwen was het een Ethiopische die won. Frasiah Waithaka liep de marathon het snelst in 2:34.31. 

## Marathon
Mannen
| rang | naam                         | land | tijd    |
| ---- | ---------------------------- | ---- | ------- |
| 1    | Gebrselassie Tsegaye         | ETH  | 2:14.41 |
| 2    | Michael Rutto                | KEN  | 2:18.13 |
| 3    | Tadele Geremew               | ETH  | 2:19.26 |
| 4    | Negash Abebe                 | ETH  | 2:19.27 |
| 5    | Silas Muturi                 | KEN  | 2:19.39 |
| 6    | Tesfaye Bekele               | ETH  | 2:20.30 |
| 7    | Elias Kiptum                 | KEN  | 2:20.53 |
| 8    | Gebreegziabher Gebresilassie | ETH  | 2:22.40 |
| 9    | John Katio                   | KEN  | 2:22.50 |
| 10   | Bruce Kilulai                | KEN  | 2:34.31 |

Vrouwen
| rang | naam             | land | tijd    |
| ---- | ---------------- | ---- | ------- |
| 1    | Frasiah Waithaka | ETH  | 2:34.31 |
| 2    | Mulu Seboka      | ETH  | 2:34.38 |
| 3    | Meseret Hailu    | ETH  | 2:35.14 |
| 4    | Aberesh Negsa    | ETH  | 2:35.18 |
| 5    | Lucia Kimani     | BIH  | 2:36.57 |
| 6    | Birzaf Takele    | ETH  | 2:40.48 |
| 7    | Volha Malevich   | BLR  | 2:49.20 |

## Halve marathon
Mannen
| rang | naam            | land | tijd    |
| ---- | --------------- | ---- | ------- |
| 1    | Adugna Tekele   | ETH  | 1:03.46 |
| 2    | Ernest Kiprugut | KEN  | 1:04.08 |
| 3    | Robert Wambua   | KEN  | 1:04.19 |

Vrouwen
| rang | naam            | land | tijd    |
| ---- | --------------- | ---- | ------- |
| 1    | Ehitu Kiros     | ETH  | 1:12.35 |
| 2    | Tadelech Bekele | ETH  | 1:13.00 |
| 3    | Olivera Jevtić  | SRB  | 1:13.12 |

1989 ·
1990 ·
1991 ·
1992 ·
1993 ·
1994 ·
1995 ·
1996 ·
1997 ·
1998 ··
1999 ·
2000 ·
2001 ·
2002 ·
2003 ·
2004 ·
2005 ·
2006 ·
2007 ·
2008 ·
2009 ·
2010 ·
2011 · 
2012 ·
2013 ·
2014 ·
2015 ·
2016 ·
2017 ·
2018 ·
2019 ·
2020